# Mamotěnka
Mamotěnka (Kalmiopsis) je rod rostlin z čeledi vřesovcovité. Zahrnuje pouze 2 druhy, které se vyskytují výhradně v jihozápadním Oregonu v USA. Jsou to stálezelené keře s jednoduchými, drobnými, kožovitými listy a pohlednými růžovými květy, připomínajícími květy mamoty.

## Popis
Mamotěnky jsou stálezelené, vzpřímené nebo převisavé keře. Listy jsou tmavě zelené, střídavé, celokrajné, kožovité, řapíkaté. Květy jsou oboupohlavné, pravidelné, pětičetné, uspořádané ve vrcholových chocholičnatých hroznech. Kalich je složen z 5 vytrvalých, téměř volných lístků. Koruna je světle až sytě růžová nebo purpurová, miskovitá, opadavá, asi do 1/3 až 1/2 srostlá. Tyčinek je 10 a vyčnívají z květů. Semeník je kulovitý a obsahuje 5 komůrek. Plodem je kulovitá přehrádkosečná tobolka pukající 5 chlopněmi. Obsahuje mnoho (asi 50 až 150) drobných vejcovitých semen.

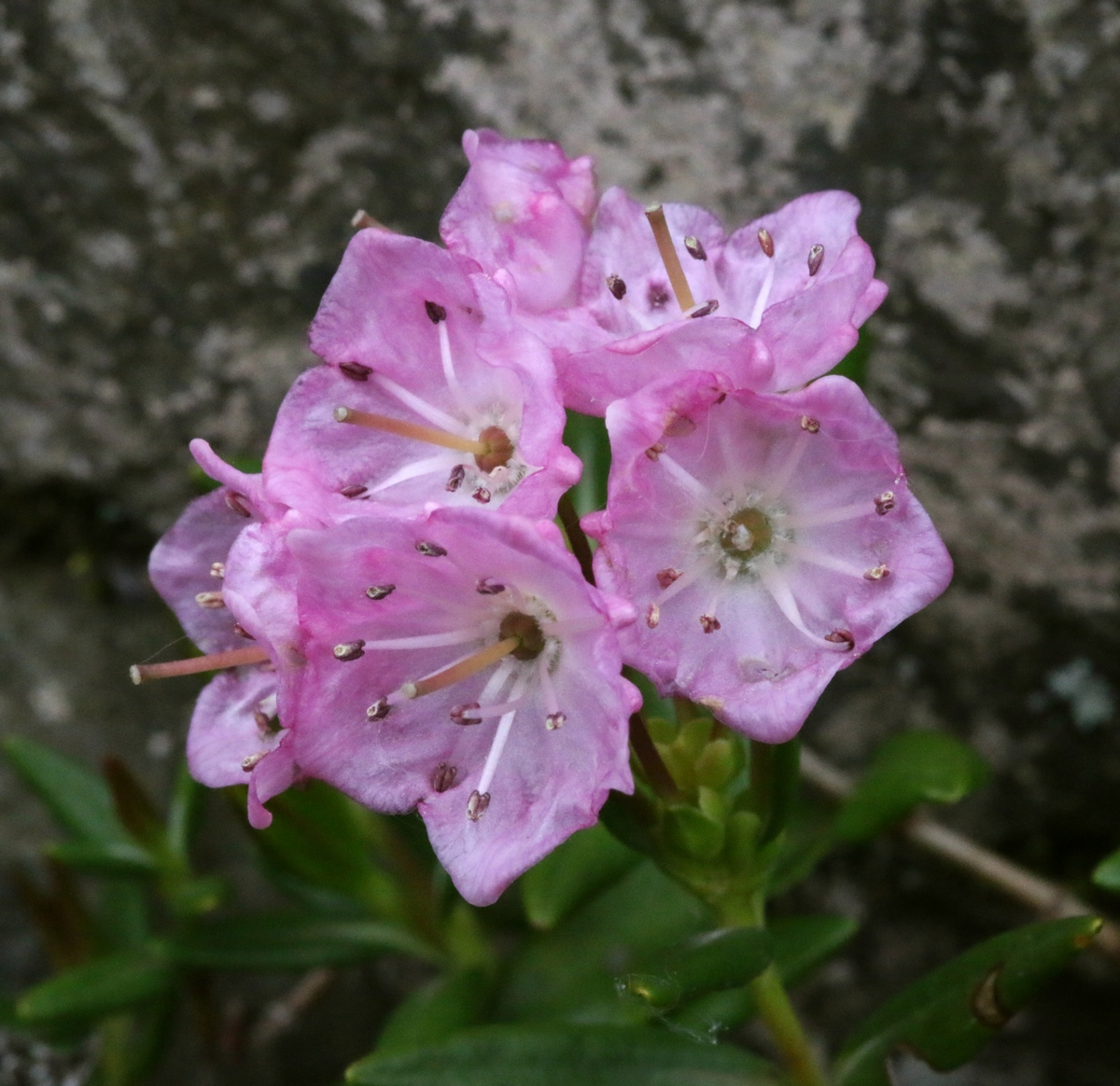
Mamotěnka Leachova
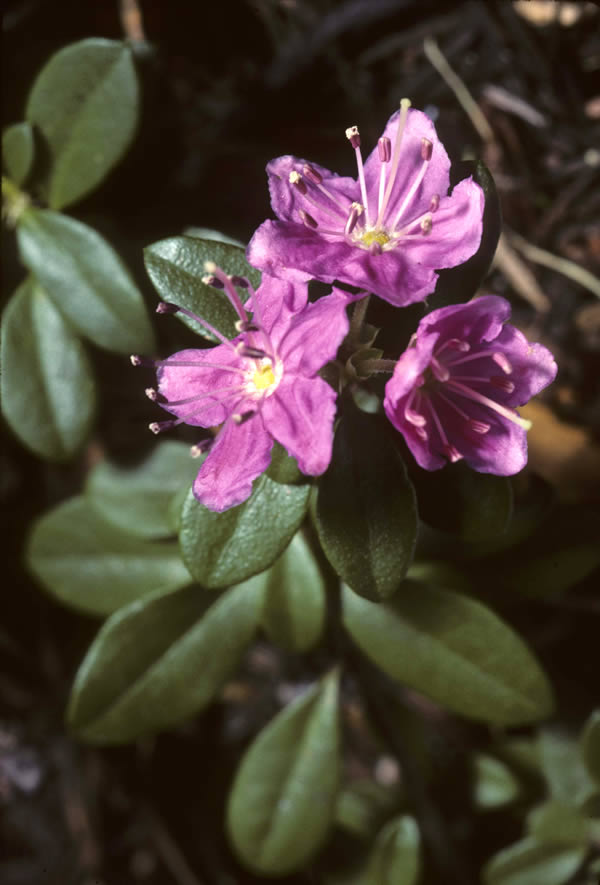
Mamotěnka Kalmiopsis fragrans

## Rozšíření
Rod mamotěnka zahrnuje 2 druhy a je rozšířen výhradně v horách jihozápadního Oregonu na západě USA. Je to jediný endemický rod tohoto státu. Mamotěnka Leachova roste v pohoří Siskiyou v okresech Curry a Josephine. Vyskytuje se v keřové vegetaci a řídkých lesích na osluněných svazích v nadmořských výškách 600 až 1400 metrů. Je chráněna rezervací Kalmiopsis Wilderness Area. Druh K. fragrans se vyskytuje na úzkém pásu území podél západních svahů jižní části Kaskádového pohoří v okrese Douglas. Roste v nadmořských výškách 450 až 1325 metrů v podrostu smíšených lesů s převahou douglasky tisolisté (Pseudotsuga menziesii), jedle obrovské (Abies grandis), jedlovce západního (Tsuga heterophylla), pazeravu sbíhavého (Calocedrus decurrens), planiky Menziesovy (Arbutus menziesii), zeravu obrovského (Thuja plicata) a borovice Lambertovy (Pinus lambertiana). Nejčastěji roste ve skalních puklinách a na velmi mělkých půdách na bázi skalních útesů a balvanů. Podloží tvoří křemičité tufové vyvřeliny.

## Ekologické interakce
U obou druhů je vyvinuta nápadná různočnělečnost, která je jinak v rámci čeledi vřesovcovité výjimečným jevem.

## Taxonomie
Rod Kalmiopsis je v rámci čeledi Ericaceae řazen do podčeledi Ericoideae a tribu Phillodoceae. Byl objeven v roce 1930 a popsán o 2 roky později. Druh Kalmiopsis leachiana byl popsán již v roce 1931 L. F. Hendersonem jako Rhododendron leachianum, a to na základě podoby s pěnišníkem laponským (Rhododendron lapponicum). V roce 1932 jej Alfred Rehder shledal blízce příbuzným s euroasijským rodem fylodoce (Phyllodoce) a přeřadil jej do nového rodu Kalmiopsis. Ten po dlouhou dobu obsahoval jediný druh. V roce 2007 byla populace z Kaskádového pohoří oddělena do samostatného druhu, Kalmiopsis fragrans.
Nejblíže příbuzným rodem je podle výsledků molekulárních analýz Phyllodoce (fylodoce). Tyto dva rody tvoří spolu s rody Rhodothamnus (pěnišníček) a Epigaea (pozemník) monofyletickou skupinu, sesterskou s rodem Kalmia (mamota).

## Zástupci
- mamotěnka Leachova (Kalmiopsis leachiana)[4]

## Význam
Mamotěnka Leachova je pěstována jako skalnička a okrasná dřevina. V rámci České republiky je vysazena např. v Dendrologické zahradě v Průhonicích a v alpínu Průhonického parku. Pěstování je podobné jako u mamoty či pěnišníků.